# 婦系図
『婦系図』（おんなけいず）は泉鏡花（いずみきょうか）の小説、これを原作とする演劇・映画である。
早瀬主税と芸者お蔦を、師の酒井は将来を考えて別れさせる。婚姻制度を批判した問題小説である。

## 小説
- 1907年（明治40年）1月1日から4月28日「やまと新聞」に連載された。新潮文庫で刊行されている。

## 舞台
- 1908年（明治41年）の伊井蓉峰、喜多村緑郎による初演[1]以来、新派の代表作のひとつになっている。俳優たちによる「特別公演」でも、度々上演されている。

## 映画
婦系図（1934年公開、松竹製作）
監督：野村芳亭、脚色：陶山密、主演：田中絹代、岡譲二
婦系図（1942年公開、東宝製作）
監督：マキノ正博、脚色：小国英雄、主演：長谷川一夫、山田五十鈴
続婦系図（1942年公開、東宝製作）
監督：マキノ正博、脚色：小国英雄、主演：長谷川一夫、山田五十鈴]
主題歌:婦系図の歌（別名:湯島の白梅　作詞:佐伯孝夫、作曲:清水保雄、歌:小畑実、藤原亮子）
婦系図 湯島の白梅（1955年公開、大映製作）
監督：衣笠貞之助、脚本：相良準、主演：鶴田浩二、山本富士子
婦系図 湯島に散る花（1959年公開、新東宝製作）
監督：土居通芳、脚本：金田光夫、主演：高倉みゆき、天知茂
婦系図（1962年公開、大映製作）
監督：三隅研次、脚本：依田義賢、主演：市川雷蔵、万里昌代

## テレビドラマ
「婦系図」より「湯島境内」（1953年12月1日放送。日本テレビ）
脚本：大江良太郎、演出：池田義一、主演：市川紅梅
婦系図 湯島境内の場（1954年2月1日放送、NHKテレビ）
主演：喜多村緑郎
婦系図 湯島境内の場（1956年12月3日放送、KRT）
主演：初代水谷八重子
『ウロコ座』（月曜21:15 - 21:45。武田薬品工業一社提供）で放送。
婦系図（1959年1月8日 - 1月29日放送、日本テレビ）
脚本：大和守久正、演出：津田昭、主演：鶴田浩二
『鶴田浩二アワー』（木曜20:30 - 21:00。日産自動車一社提供）で放送。
婦系図（1962年12月5日 - 12月26日放送、NHK総合）
脚本：阿部桂一、主演：花柳喜章
『浪曲ドラマ』（水曜20:00 - 20:30）で放送。
婦系図（1965年1月29日放送、TBS）
主演：初代水谷八重子
『近鉄金曜劇場』で放送。1965年1月6日に逝去された花柳章太郎を偲んでの放送で、番組では初代水谷の娘・水谷良重（現：二代目水谷八重子）も出演。
湯島の白梅（フジテレビ）
婦系図（1973年11月28日・12月5日放送。NET）
脚本：小国英雄、監督：マキノ雅弘、主演：浅丘ルリ子、制作：東映・NET
『女・その愛のシリーズ』（水曜21:00 - 21:55）で放送。1942年版映画のスタッフで制作。

## エピソード
『新・男はつらいよ』（シリーズ第4作 1970年）の中でおいちゃん（森川信）が寅次郎（渥美清）に語って聴かせる場面が出てくる。この二人のやり取りを見て父親の死でふさぎこんでいたマドンナ春子先生（栗原小巻）に笑顔が戻るのである。
初版刊行の翌年にすぐに舞台化されていることからも判るが、1世紀に渡り鏡花作品中で、最も読まれてきた長編小説である。